# Montemonaco
Montemonaco är en ort och kommun i provinsen Ascoli Piceno i regionen Marche i Italien. Kommunen hade 551 invånare (2018).